# Молдавија на Европском првенству у атлетици на отвореном 2016.
Молдавија је учествовала на 23. Европском првенству 2016. одржаном у Амстердаму, Холандија, од 6. до 10. јула. Ово је осмо европско првенство у атлетици на отвореном на којем је Молдавија учествовала. Репрезентацију Молдавије представљало је 8 такмичара (4 мушкарца и 4 жене) који су се такмичили у 7 дисциплина (4 мушке и 3 женске).
На овом првенству представници Молдавије нису освојили ниједну медаљу. У табели успешности према броју и пласману такмичара који су учествовали у финалним такмичењима (првих 8 такмичара) Молдавија је са 2 учесника у финалу заузела 37. место са 5 бодова.
| Плас. | Земља     | 1. место | 2. место | 3. место | 4. место | 5. место | 6. место | 7. место | 8. место | Бр. финал. | Бод. |
| ----- | --------- | -------- | -------- | -------- | -------- | -------- | -------- | -------- | -------- | ---------- | ---- |
| 37.   | Молдавија | −        | −        | −        | −        | 1−4      | −        | −        | 1−1      | 2          | 5    |

## Учесници
| Мушкарци: - Роман Продијус — Полумаратон - Владимир Летников — Троскок - Иван Емилијанов — Бацање кугле - Сергеј Маргијев — Бацање кладива | Жене: - Димитриана Сурду — Бацање кугле - Наталија Стратулат — Бацање диска - Залина Маргијева — Бацање кладива - Марина Никишенко — Бацање кладива |  |

## Резултати

### Мушкарци
| Атлетичар         | Дисциплина     | Лични рекорд | Квалификације | Квалификације | Финале                | Финале       | Детаљи |
| Атлетичар         | Дисциплина     | Лични рекорд | Резултат      | Место         | Резултат              | Место        | Детаљи |
| ----------------- | -------------- | ------------ | ------------- | ------------- | --------------------- | ------------ | ------ |
| Роман Продијус    | Полумаратон    | 1:03:37 НР   |               |               | 1:05:14               | 22 / 84 (93) |        |
| Владимир Летников | Троскок        | 17,06 НР     | 15,98         | 14. у гр. А   | Нису се квалификовали | 26 / 27      |        |
| Иван Емилијанов   | Бацање кугле   | 20,80 НР     | 18,38         | 14. у гр. Б   | Нису се квалификовали | 26 / 27 (29) |        |
| Сергеј Маргијев   | Бацање кладива | 78,72 НР     | 73,95 КВ      | 4. у гр. Б    | 73,21                 | 8 / 28       |        |

### Жене
| Атлетичарка        | Дисциплина     | Лични рекорд | Квалификације | Квалификације | Финале                | Финале       | Детаљи |
| Атлетичарка        | Дисциплина     | Лични рекорд | Резултат      | Место         | Резултат              | Место        | Детаљи |
| ------------------ | -------------- | ------------ | ------------- | ------------- | --------------------- | ------------ | ------ |
| Димитриана Сурду   | Бацање кугле   | 17,85        | 15,50         | 12. у гр. А   | Нису се квалификовале | 25 / 27      |        |
| Наталија Стратулат | Бацање диска   | 63,13 НР     | 54,45         | 10. у гр. А   | Нису се квалификовале | 20 / 26      |        |
| Залина Маргијева   | Бацање кладива | 74,21 НР     | 70,04 КВ      | 3. у гр. А    | 71,73                 | 5 / 28 (30)  |        |
| Марина Никишенко   | Бацање кладива | 72,53        | 63,76         | 9. у гр. Б    | Није се квалификовала | 14 / 28 (30) |        |